# Abdol-Hossein Sadiq-Esfandiari
Abdol-Hossein Sadiq-Esfandiari (persisch عبدالحسین صدیق اسفندیاری‎; * 1896 in Sāri) war ein iranischer Diplomat.

## Werdegang
Er studierte und wurde an der Université catholique de Louvain zum Doktor der Verwaltungswissenschaft promoviert.
1917 trat er in den auswärtigen Dienst.
Von 1923 bis 1926 war er Vizekonsul von Astrachan (UdSSR) und Gesandtschaftssekretär am Konsulats in Baku (Sowjetisch-Azarbajan).
Von 1926 bis 1931 war er Gesandtschaftssekretär erster Klasse in Brüssel.
1933 war er Gesandtschaftsrat in Kabul.
Von 1934 bis 1936 war er Generalkonsul in Karachi.
1936 war er Gesandtschaftssekretär erster Klasse in Bern.
1939 war er Chef des Protokolls.
1940 war er am Dritten dann in der zweiten Abteilung des Außenministeriums beschäftigt.
1941 war er Gesandtschaftsrat in Kabul.
1943 wurde er Leiter der Wirtschaftsabteilung des Außenministeriums.
Von 1948 bis 1951 war er Generalkonsul in Jerusalem.
Von 1951 bis 1953 war er Ministre plénipotentiaire in Dschidda (Saudi-Arabien).
Von 1959 bis 1961 war er Ministre plénipotentiaire in Jakarta, (Indonesien).
Er sprach Französisch und Russisch und bereiste die meisten Staaten Europas und des Nahen Ostens.
Vom 16. Februar bis 20. September 1962 war er Botschafter in Bangkok.